# 8. Unterseebootsflottille
La 8. Unterseebootsflottille ou 8. U-Flottille était la 8e flottille de sous-marins allemands de la Kriegsmarine pendant la Seconde Guerre mondiale.
Formée à Königsberg en juin 1941, la flottille est placée sous le commandement du Kapitänleutnant Wilhelm Schulz (en) qui a déjà en charge la 6. Unterseebootsflottille à Dantzig.
Bien que sa mission fût un centre d'entrainement (Ausbildungsflottille), dans les derniers mois de la guerre, quelques U-Boote de la flottille prirent part à des combats contre la marine soviétique dans la mer Baltique.
La flottille est dissoute en janvier 1945.

## Affectations
- Octobre 1941 à janvier 1942 : Königsberg ;
- Février 1942 à janvier 1945 : Danzig.

## Commandement
| Nom                    | Grade            | Début        | Fin          |
| Wilhelm Schulz (en)    | Kapitänleutnant  | Octobre 1941 | Janvier 1942 |
| Hans Eckermann (pl)    | Korvettenkapitän | Janvier 1942 | Janvier 1943 |
| Bruno Mahn (suppléant) | Kapitän zur See  | Janvier 1943 | Mars 1943    |
| Werner von Schmidt     | Korvettenkapitän | Janvier 1943 | Avril 1944   |
| Hans Pauckstadt        | Fregattenkapitän | Mai 1944     | Janvier 1945 |

## Unités
La flottille a reçu 258 unités durant son service, comprenant des U-Boote de type VII C, C/41, C/42 et D, de type IX B, de type XVII A et B, de type XXI et de type XXIII.
Unités de la 8. Unterseebootsflottille:
- U-88, U-89
- U-90
- U-108
- U-212, U-218, U-222, U-223, U-242, U-250, U-253, U-254, U-255, U-256, U-260, U-261, U-263, U-264, U-265, U-266, U-267, U-268, U-269, U-270, U-271, U-272, U-273, U-274, U-275, U-276, U-277, U-278, U-279, U-280, U-281, U-282, U-283, U-284, U-285, U-286, U-288, U-289, U-290, U-292, U-293, U-294, U-295, U-296, U-297, U-298, U-299
- U-300, U-302, U-303, U-304, U-305, U-306, U-307, U-308, U-309, U-310, U-311, U-312, U-313, U-314, U-315, U-334, U-335, U-338, U-339, U-340, U-341, U-342, U-343, U-344, U-345, U-346, U-347, U-348, U-357, U-358, U-359, U-361, U-362, U-363, U-370, U-378, U-379, U-383
- U-405, U-406, U-411, U-412, U-413, U-414, U-415, U-416, U-417, U-418, U-419, U-420, U-421, U-422, U-423, U-424, U-425, U-426, U-427, U-428, U-429, U-430, U-438, U-443, U-444, U-445, U-446, U-447, U-448, U-449, U-450, U-458, U-465, U-475, U-479, U-481
- U-593, U-594, U-595, U-596, U-597, U-598, U-599
- U-613, U-614, U-615, U-616, U-620, U-621, U-622, U-623, U-624, U-625, U-637, U-657, U-658, U-664, U-676
- U-679
- U-704, U-707, U-708, U-712, U-713, U-717, U-731, U-732, U-733, U-734, U-735, U-736, U-737, U-738, U-739, U-740, U-741, U-742, U-743, U-744, U-745, U-760, U-761, U-762, U-763, U-764, U-765, U-766, U-767, U-792, U-793, U-794, U-795
- U-825, U-826, U-827, U-828
- U-921, U-958
- U-1000, U-1001, U-1102, U-1103, U-1104, U-1105, U-1106, U-1107, U-1108, U-1109, U-1110, U-1163, U-1164, U-1165, U-1166, U-1167, U-1168, U-1169, U-1170, U-1171, U-1172, U-1191, U-1192, U-1193, U-1199, U-1200, U-1201, U-1203, U-1204, U-1205, U-1206, U-1207, U-1208, U-1209, U-1210, U-1271, U-1272, U-1273, U-1274, U-1275, U-1276, U-1277, U-1278, U-1279, U-1405, U-1406
- U-2339, U-2501, U-2504
- U-3501, U-3502, U-3503, U-3504, U-3505, U-3506, U-3507, U-3508, U-3510, U-3511, U-3512, U-3513, U-3514, U-3515, U-3516, U-3517, U-3518, U-3519, U-3520, U-3521, U-3522